# Siatkowy zestaw obezwładniający SZO-84
Siatkowy zestaw obezwładniający SZO–84 – zestaw konstrukcji polskiej przeznaczony do obezwładniania agresywnych osób za pomocą siatki.
Zestaw posiada patent polski nr 143110, a jego twórcami są: Stanisław Derecki, Henryk Głowicki, Witold Koperski z WAT. Zestawem można strzelać na odległość od 4 do 8 metrów. W skład zestawu wchodzi ręczna wyrzutnia granatów łzawiących RWGŁ oraz nasadka zamocowana na części wylotowej.
Nasadka w tylnej części jest zaopatrzona w komorę ciśnieniową, która przechodzi w zespół prostoliniowych kanałów kierunkowych. Przednia część nasadki jest zamknięta pokrywą i tworzy gniazdo w którym umieszczona jest siatka obezwładniająca. Siatka posiada na obwodzie teflonowe tłoczki napędowe, a te z kolei umieszczone są wewnątrz wylotowej części kanałów kierunkowych. Podczas strzału w komorze ciśnieniowej rozprężają się gazy i oddziałują na tłoki napędowe, które zrzucają pokrywę i rozwijają siatkę.
Dane techniczne
- masa zestawu – 6,5 kg[1]
- długość – 524 mm
- masa nasadki z siatką – 2,8 kg
- max. średnica nasadki – 196 mm
- długość nasadki – 134 mm
- masa siatki – 0,62 kg
- średnica siatki obezwładniającej – 4000 mm
- wytrzymałość pojedynczej nici siatki – 150 N